# Frederick Chapman
Frederick Chapman (ur. 10 maja 1883 w Nottingham, zm. 7 września 1951 w Lnby) – brytyjski piłkarz amator, olimpijczyk. Na igrzyskach olimpijskich 1908 w Londynie zdobył złoty medal.
W latach 1904–1905 występował w zespole Nottingham Forest F.C. Wystąpił w 3 spotkaniach. W latach 1908–1910 wystąpił w 5 spotkaniach międzynarodowych przeciwko drużynom Niemiec, Danii, Francji i Belgii.